# العلاقات الصومالية الكندية
العلاقات الصومالية الكندية هي العلاقات الثنائية التي تجمع بين الصومال وكندا.

## مقارنة بين البلدين
هذه مقارنة عامة ومرجعية للدولتين:
| وجه المقارنة                                              | الصومال                        | كندا                     |
| --------------------------------------------------------- | ------------------------------ | ------------------------ |
| المساحة (كم2)                                             | 637.66 ألف                     | 9.98 مليون               |
| عدد السكان (نسمة)                                         | 14.74 مليون                    | 35.70 مليون              |
| الكثافة السكانية (ن./كم²)                                 | 23.12                          | 3.58                     |
| العاصمة                                                   | مقديشو                         | أوتاوا                   |
| اللغة الرسمية                                             | اللغة الصومالية، اللغة العربية | لغة إنجليزية، لغة فرنسية |
| العملة                                                    | شلن صومالي                     | دولار كندي               |
| الناتج المحلي الإجمالي (بليون دولار)                      | 7.37 مليار                     | 1.65 تريليون             |
| الناتج المحلي الإجمالي (تعادل القوة الشرائية) بليون دولار |                                | 1.59 تريليون             |
| الناتج المحلي الإجمالي الاسمي للفرد دولار أمريكي          | 549                            | 43.25 ألف                |
| الناتج المحلي الإجمالي للفرد دولار أمريكي                 |                                | 45.07 ألف                |
| مؤشر التنمية البشرية                                      |                                | 0.913                    |
| رمز المكالمات الدولي                                      | +252                           | +1                       |
| رمز الإنترنت                                              | .so                            | .ca                      |
| المنطقة الزمنية                                           | ت ع م+03:00                    |                          |

## منظمات دولية مشتركة
يشترك البلدان في عضوية مجموعة من المنظمات الدولية، منها:
| علم المنظمة | اسم المنظمة                               | تاريخ انضمام الصومال | تاريخ انضمام كندا |
| ----------- | ----------------------------------------- | -------------------- | ----------------- |
|             | مؤسسة التنمية الدولية                     | 31 أغسطس 1962        | 24 سبتمبر 1960    |
|             | البنك الإفريقي للتنمية                    | ?                    | ?                 |
|             | مؤسسة التمويل الدولية                     | 31 أغسطس 1962        | 20 يوليو 1956     |
|             | منظمة حظر الأسلحة الكيميائية              | ?                    | ?                 |
|             | الأمم المتحدة                             | 20 سبتمبر 1960       | 9 نوفمبر 1945     |
|             | الاتحاد الدولي للاتصالات                  | 28 سبتمبر 1962       | 1 يوليو 1908      |
|             | منظمة الشرطة الجنائية الدولية             | ?                    | ?                 |
|             | البنك الدولي للإنشاء والتعمير             | 31 أغسطس 1962        | 27 ديسمبر 1945    |
|             | الاتحاد البريدي العالمي                   | ?                    | ?                 |
|             | المركز الدولي لتسوية المنازعات الاستشارية | 30 مارس 1968         | 1 ديسمبر 2013     |
|             | يونسكو                                    | 15 نوفمبر 1960       | 4 نوفمبر 1946     |
|             | الفريق المعني برصد الأرض                  | ?                    | ?                 |

## أعلام
هذه قائمة لبعض الشخصيات التي تربطها علاقات بالبلدين:
- أحمد حسين (محامي وسياسي صومالي-كندي، 1976 – )
- أيان علمي (عارضة صومالية، عقد 1980 – )
- شادية ياسين (1984 – )
- كينان (1 فبراير 1978 – )
- محمد أحمد (عداء مسافات طويلة كندي، 5 يناير 1991 – )
- نصرة العقيل (القرن العشرين – )
- ياسمين ابشير ارسام (5 مايو 1976 – )

## وصلات خارجية
- موقع وزارة الخارجية الصومالية
- موقع وزارة الخارجية الكندية